# Bruce Arena
Bruce Arena (ur. 21 września 1951 w Nowym Jorku) – amerykański trener piłkarski.
Były szkoleniowiec piłkarskiej reprezentacji USA. Prowadził kadrę od 1998 do 2006 r, oraz ponownie od 2016 r. po zwolnieniu z tej funkcji J. Klinsmanna. Awansował z nią do finałów Mistrzostw Świata w Korei i Japonii w 2002 roku. Osiągnął tam niemały sukces wychodząc z grupy, w której Amerykanie rywalizowali z Portugalią, Koreą Południową i z Polską prowadzoną przez Jerzego Engela. W 1/8 finału Stany Zjednoczone uporały się z Meksykiem, odpadając dopiero w ćwierćfinale z Niemcami.
Wcześniej prowadził klub MLS D.C. United. W 1997 roku został trenerem roku MLS.
Arena zaliczył jako piłkarz jeden występ w reprezentacji USA przeciwko Izraelowi w 1973 roku. Grał na pozycji bramkarza. Jego syn Kenny jest piłkarzem. Występuje w D.C. United.

## Reprezentacja USA
Bruce Arena objął rolę szkoleniowca reprezentacji USA 1 sierpnia 1998 r. po tym jak kadra pod wodzą Stevena Samsona doznała blamażu na mundialu we Francji i nie wyszła z grupy po trzech klęskach (0:2 z Niemcami, 1:2 z Iranem i 0:1 z Jugosławią). Nikt się nie spodziewał, że era człowieka mającego w dorobku pracę z drużynami uniwersyteckimi, jednym zawodowym klubem i krótką przygodę z olimpijską kadrą będzie najlepszą w historii amerykańskiego „soccera”.

### Puchar Konfederacji 1999
Jego pierwszym dużym testem było poprowadzenie „Jankesów” w prestiżowym turnieju zrzeszającym mistrzów i finalistów rozgrywek mistrzowskich ze wszystkich kontynentów oraz gospodarzy MŚ. Amerykanie brali udział jako wicemistrzowie CONCACAF. Już wtedy Arena pokazał, że ma podejście do zespołu. Jego podopieczni trafili do grupy z Brazylią (wicemistrzowie świata z 1998 i mistrzowie Ameryki Południowej z 1997 r.) oraz Nową Zelandią – mistrzem Oceanii 1998, którą pokonali w pierwszym meczu 2:1. Potem nastąpiły porażka z Brazylijczykami 0:1 i niespodziewane zwycięstwo nad bardzo słabo grającymi Niemcami 2:0. USA awansowały do półfinału z drugiego miejsca. Tam czekała reprezentacja Meksyku, która okazała się lepsza (0:1 po dogrywce).

### Złoty Puchar CONCACAF 2000
Udało mu się wyjść z grupy z pierwszego miejsca po wygranych 3:0 z Haiti i 1:0 z Peru (zaproszona do udziału), jednak w ćwierćfinale przyszła potyczka z solidną Kolumbią (również zaproszona), finalistą tych rozgrywek. Mecz zakończył się wynikiem 2:2 i doszło do bardzo wyrównanych rzutów karnych, gdzie Kolumbia wygrała zaledwie 2:1.

### Mistrzostwa Świata 2002
W eliminacjach drużyna zaprezentowała dobrą postawę. Z 17 punktami zajęli trzecie miejsce za Kostaryką i Meksykiem, któremu ustąpili tylko z racji gorszego bilansu bramkowego. Na azjatycki czempionat nie jechali jako faworyci. Trafili do grupy D ze współgospodarzami turnieju Koreą Południową, mocną Portugalią oraz prowadzoną przez Jerzego Engela Polską, która awansowała do mundialu jako pierwsza drużyna strefy UEFA. Już inauguracyjny mecz pokazał, że Bruce dobrze przygotował zespół. W bardzo dobrym stylu Amerykanie wygrali z Portugalią 3:2, prowadząc 3:0 po 36 minutach gry. W drugim spotkaniu z Koreańczykami zremisowali 1:1 tracąc prowadzenie w ostatnich 16 minutach gry. Trzeci mecz był najsłabszy. „Pasy” nie doceniły niemających już szans na awans Polaków, którzy za to zagrali swój najlepszy mecz na turnieju. Polska wygrała 3:1 i USA wyszły z grupy tylko dzięki wygranej Korei z Portugalią 1:0. W 1/8 finału przeciwnikiem był odwieczny rywal ze strefy Północnoamerykańskiej – Meksyk. Podopieczni Areny znowu zagrali tak jak oczekiwali kibice i zwyciężyli 2:0 odnosząc historyczny sukces – awans do ćwierćfinału, gdzie czekali późniejsi wicemistrzowie świata – Niemcy. Mecz był bardzo wyrównany i mimo małych kontrowersji związanych z ręką niemieckiego zawodnika na linii bramkowej po rzucie rożnym sędzia nie podyktował rzutu karnego i Stany Zjednoczone przegrały 0:1. Mimo odpadnięcia Bruce został uznany za świetnego szkoleniowca, który sprawił sukces i może poprowadzić zespół jeszcze dalej. Dodatkowo odkryciem mistrzostw byli świetni zawodnicy jak Brian McBride czy Landon Donovan, który obecnie uważany jest za najlepszego zawodnika w historii amerykańskiej drużyny.

### Złoty Puchar CONCACAF 2002
Jeszcze w tym samym roku odbył się turniej na własnym kontynencie. Amerykanie przykładali dużą uwagę ze względu na wyniki odniesione na mundialu. Trafili do grupy z Kubą i zaproszoną specjalnie na turniej Koreą Południową. Oba mecze wygrali (z Azjatami 2:1 i Kubańczykami 1:0). W ćwierćfinale rozbili 4:0 Salwador, a w półfinale po ciężkich bojach odprawili Kanadyjczyków (0:0 i 4:2 w rzutach karnych). W finale pokonali 2:0 Kostarykę i w rezultacie Arena odniósł swój kolejny duży sukces z kadrą. Brian McBride znowu się wyróżnił – z czterema bramkami został królem strzelców.

### Puchar Konfederacji 2003
Wygrana w poprzednim turnieju dała prawo udziału złotej formacji Ameryki Północnej. W grupie Amerykanie trafili ponownie na Brazylię, a także na mistrza Afryki 2002 – Kamerun i największą niespodziankę mundialu sprzed roku oraz brązowego medalistę tych rozgrywek – Turcję. Była to mocna grupa, której Amerykanie nie dali rady. Porażki 1:2 z Turcją, 0:1 z Brazylią i bezbramkowy remis z sensacyjnym zwycięzcą grupy Kamerunem sprawiły, że zajęli ostatnie miejsce.

### Złoty Puchar CONCACAF 2003
Mimo blamażu w Pucharze Konfederacji USA dalej liczyły się na własnym terenie i do kolejnych Mistrzostw Ameryk przystępowały z myślą obrony tytułu. Dwa zwycięstwa po 2:0 z Salwadorem i Martyniką dały awans do 1/4 finału. Tam podobnie jak w zeszłym roku przyszło łatwe zwycięstwo 5:0 tym razem nad Kubańczykami. Na półmetku za silna okazała się zaproszona na turniej Brazylia (1:2 po dogrywce). W meczu o brąz z trudem pokonali Kostarykę 3:2.

### Złoty Puchar CONCACAF 2005
Na kolejnym turnieju również liczył się dobry wynik, gdyż trwały także kwalifikacje do Mistrzostw świata 2006. Amerykanie ponownie prezentowali bardzo ładny styl gry i napawali nadziejami na dobry rezultat końcowy. Wygrane 4:1 z Kubą, 2:0 z Kanadą i remis 0:0 z Kostaryką dały pierwsze miejsce w grupie. Kolejne zwycięstwa: 3:1 z Jamajką w ćwierćfinale, 2:1 z Hondurasem w półfinale doprowadziły „team US” do kolejnego finału. Tam mecz z Panamą okazał się sporym wyzwaniem, ostatecznie zakończonym sukcesem (0:0 i 3:1 po karnych).

### Mistrzostwa Świata 2006
Po szeregu mniejszych turniejów nadszedł czas na kolejny Mundial. Amerykanie przeszli kwalifikacje od rundy pre-eliminacyjnej i dwie fazy grupowe zajmując w finałowej rundzie pierwszą lokatę i przegrywając zaledwie 2 mecze. Dodatkowo mając w pamięci złoto na ostatnim Pucharze CONCACAF nastroje były dobre i spodziewano się powtórzenia sukcesu sprzed czterech lat. Na boiskach Niemiec przyszło im walczyć z późniejszymi mistrzami – Włochami, a także Czechami i Ghaną. Już pierwsze spotkanie pokazało, że to nie ta sama drużyna, co 4 lata wcześniej, a turniej o tytuł mistrza globu to znacznie większe wyzwanie niż rozgrywki lokalne. Na inaugurację będący w o wiele lepszej predyspozycji Czesi z łatwością wygrali 3:0. W drugim spotkaniu Amerykanie przedłużyli nieznacznie swoje szanse na awans remisując z Italią 1:1, ale w ostatnim meczu okazali się gorsi od afrykańskiej niespodzianki, czyli Ghany 1:2. Poskutkowało to zaledwie jednym punktem i ostatnim miejscem w grupie. Turniej był nie lada rozczarowaniem i jednocześnie pożegnaniem z kadrą Bruce’a Areny na długie lata.

### Złoty Puchar CONCACAF 2017
Po równie długiej kadencji Jürgena Klinsmanna ponownie kadrę objął Bruce Arena. Zarząd liczył, że doświadczony trener, ojciec sukcesu, tchnie nowe życie w kadrę nowymi pomysłami. Oprócz rundy finałowej kwalifikacji do nadchodzącego mundialu w Rosji czekał go jeszcze jeden turniej w karierze o złoto Ameryk. Wygrana grupa (1:1 z Panamą, 3:2 z Martyniką i 3:0 z Nikaraguą), zwycięstwa 2:0 z Salwadorem w ćwierćfinale, również 2:0 z Kostaryką na półmetku i na koniec 2:1 z Jamajką w finale. Kolejne mistrzostwo i nic nie wskazywało, że Amerykanów czeka wkrótce duży zawód.

### Eliminacje do Mistrzostw Świata 2018
Kiedy Arena objął kadrę eliminacje trwały już w najlepsze. Amerykanie mieli za sobą 2 spotkania finałowej rundy eliminacji zakończone porażkami 1:2 z Meksykiem i 0:4 z Kostaryką. Nowy/stary trener zaczął swoją walkę od wysokiej wygranej aż 6:0 z Hondurasem, co pozwoliło myśleć, że nie wszystko stracone. Na przestrzeni całych kwalifikacji drużyna jednak nie była w stanie regularnie wygrywać. Stać ją było jeszcze na 3 punkty z Trinidadem i Tobago (2:0), a także wysoką wygraną 4:0 z Panamą. Dalsze straty punktów mocno pokrzyżowały plany ekipie (aż trzy remisy 1:1 w pierwszym meczu z Panamą, Meksykiem i rewanżu z Hondurasem oraz porażka z Kostaryką 0:2 u siebie i w ostatnim meczu eliminacyjnym niespodziewana przegrana 2:1 z Trynidadem i Tobago, która ostatecznie przekreśliła szansę Jankesów na awans). Meksyk i Kostaryka były już poza zasięgiem, ale przez ową porażkę USA zostały przegonione także jednym punktem przez Panamę (zadebiutowała na Mundialu) oraz Honduras (zagrała w barażach interkontynentalnych z Australią). Stany Zjednoczone po raz pierwszy od 1990 roku nie zagrały na Mistrzostwach Świata. Bruce Arena złożył wypowiedzenie i zrezygnował z prowadzenia kadry narodowej biorąc na siebie odpowiedzialność za porażkę. Miał szansę prowadzić reprezentację do kolejnych Mistrzostw w 2022 r., lecz odmówił.